# Palaiargia stellata
Palaiargia stellata là một loài chuồn chuồn kim trong họ Coenagrionidae.
Palaiargia stellata được Ris miêu tả khoa học năm 1915.